# Mary Barton
Mary Barton, subtitulada "historia de vida manchesteriana", es la primera novela de la autora inglesa Elizabeth Gaskell, publicada en 1848. Se trata de una novela social ambientada en la ciudad de Manchester entre 1839 y 1842, narra las dificultades a las que se enfrenta la clase obrera victoriana.

## Argumento
La novela que inicia en Mánchester, introduce a dos familias de extracción obrera, los Barton y los Wilson. John Barton cuestiona la distribución de la riqueza y la relación entre ricos y pobres. Pronto su esposa fallece, y él le echa la culpa a la angustia que le produjo la desaparición de Esther, su hermana. Habiendo ya perdido a temprana edad a su hijo Tom, Barton cría solo a su hija Mary. Éste cae en depresión y empieza a participar del movimiento cartista.

## Antecedentes y redacción
Al empezar a escribir novelas, Gaskell esperaba que eso le sirviera de consuelo por la muerte de su hijo Willie. Según su biógrafo Ellis Chadwick, la idea fue primero sugerida por su esposo William Gaskell para que le ayudara en el duelo. En una carta de 1849 a su amiga la señora Greg, Gaskell escribía que se «refugió en la invención para prevenirme de dolorosas escenas que habrían de irrumpir en mis recuerdos».
Sin embargo, es evidente por su prefacio que la principal motivación para el contenido de la novela fue el sufrimiento que pudo observar:
«Siempre sentí una profunda simpatía por los hombres fatigados, que parecían destinados a sufrir durante sus vidas extrañas alternancias entre trabajo y deseo [...] Entre más reflexionaba en este infeliz estado de cosas en aquellos tan unidos por intereses comunes entre ellos cómo deben de estar empleados y empleadores, más ansiosamente quería expresar la agonía que de tanto en tanto convulsionaba a esta gente sin voz».
El deseo de Gaskell de representar fielmente la pobreza del Mánchester industrial, que tan bien conocía gracias al trabajo social de su marido, queda patente en el registro de una visita que hizo a la casa de un trabajador local. Al intentar reconfortar a la familia, «el cabeza de familia la asió del brazo firmemente y, con ojos llorosos, le replicó: "Sí, señora, pero ¿es que alguna vez ha visto a un niño padecer hambre hasta morir?". Relativamente cerca del comienzo de la novela, el personaje de John Barton dirá una frase casi idéntica a esta.
Además de su propia experiencia, se cree que Gaskell utilizó fuentes secundarias para su historia, que incluirían La condición física y moral de las clases laborantes de la industria algodonera en Mánchester (1832) de Kay, y La población fabril de Inglaterra (1833) de su marido, el pastor Peter Gaskell. Otros detalles a los que Gaskell prestó particular atención para el realismo de la novela incluyen la topografía tanto de Manchester como de Liverpool, las supersticiones y costumbres de las gentes locales además del dialecto. En las primeras ediciones, William Gaskell añadió anotaciones explicando algunas de las palabras del dialecto de Lancashire. Se cree que el asesinato de Thomas Ashton, en 1831, también inspiró la novela Ashton era un industrial británico propietario de una fábrica que fue asesinado el 3 de enero de 1831 a tiros por obreros en huelga en Manchester como advertencia a los patronos. El ataque ocurrió en medio de la creciente tensión de la era victoriana por la Revolución industrial y la posterior aparición de los movimientos cartistas y sindicales para combatir la extrema pobreza de los principales emporios industriales del país, como Manchester en ese momento.
Mary Barton fue publicada por primera vez en dos volúmenes en octubre de 1848. Gaskell pagó £100 por la novela. El editor Edward Chapman había tenido el manuscrito desde mediados de 1847. Influyó en varios cambios, el más evidente de los cuales sería el título de la novela, originalmente llamada John Barton. Gaskell dijo que él era, «en mi mente la figura central... él era mi "héroe"». También animó a Gaskell a incluir los capítulos 36 y 37, las glosas dialectales añadidas por William Gaskell, un prefacio y los epígrafes en los capítulos
La segunda edición, con las correcciones de Gaskell, sobre todo en errores topográficos al escribir en dialecto de Lancashire, apareció el 3 de enero de 1849. La tercera edición pronto siguió en febrero. Una cuarta, sin la participación de Gaskell, apareció en octubre de 1850. La quinta edición, de 1854, fue la primera en un solo volumen e incluía las conferencias de William Gaskell sobre dialecto.